# Йоганн Швердфегер
Йоганн Швердфегер (нім. Johann Schwerdfeger; 24 листопада 1914 — 29 грудня 2015) — німецький військовослужбовець, оберфельдфебель вермахту. Кавалер Лицарського хреста Залізного хреста з дубовим листям.

## Біографія
Восьмий із десяти дітей Петера Йозефа і Катаріни Швердфегер. Після закінчення школи в 1931-34 роках навчався на столяра. В 1935-37 роках служив в 84-му піхотному полку. В 1939 році призваний в 3-тю роту 186-го піхотного полку 73-ї піхотної дивізії. Учасник Польської, Французької і Балканської кампаній, а також Німецько-радянської війни. В червні 1942 року переведений з 75-го запасного піхотного батальйону в 1-шу роту 228-го єгерського полку 101-ї єгерської дивізії і призначений командиром взводу. В квітні 1944 року був важко поранений в голову і праву руку біля Вінниці і відправлений на лікування. В боях більше не брав участі.
В 1949 році заснував власну столярну майстерню, яку в 1978 році передав сину Рудольфу, проте продовжив працювати в ній до 2002 року. В 2005 році почав писати історію свого життя, яка була видана в 2007 році під назвою «Спогади». Помер в колі рідних.

## Сім'я
11 листопада 1944 року одружився з Марією Штольц. В пари народились 4 дітей. До кінця життя у Швердфегера з'явились 10 внуків і 12 правнуків.

## Нагороди
- Залізний хрест
  - 2-го класу (19 червня 1940)
  - 1-го класу (19 листопада 1942)
- Штурмовий піхотний знак в сріблі
- Нагрудний знак «За поранення» в золоті — всього отримав 8 поранень.
- Медаль «За зимову кампанію на Сході 1941/42»
- Кубанський щит
- Нагрудний знак ближнього бою в бронзі
- 2 нарукавні знаки «За знищений танк»
- Лицарський хрест Залізного хреста з дубовим листям
  - лицарський хрест (17 травня 1943) — за заслуги у боях на Кавказі: взвод Швердфегера у нерівному бою знищив 93 і взяв в полон 86 радянських солдатів.
  - дубове листя (№474; 14 травня 1944) — вручене особисто Адольфом Гітлером за хоробрість під час боїв в березні 1944 року.